# SalMar
SalMar ist ein norwegisches Unternehmen der Fischerei und hat sich auf Produktion, Fang und Verkauf von Lachs spezialisiert. Es ist im OBX Index gelistet.

## Geschichte
Bei Gründung im Jahr 1991 verarbeitete das Unternehmen vornehmlich gefrorenen Lachs. Im Jahr 2005 verkaufte man alle anderen Geschäftsbereiche wie z. B. die Produktion von Hering, um sich voll und ganz auf Lachs und die gesamte Wertschöpfungskette zu fokussieren. 2007 fand der Börsengang an der norwegischen Börse statt. 2022 wurde SalMar zum zweitgrößten Lachsproduzenten der Welt, nachdem ein Zusammenschluss mit NTS, NRS und SalmoNor erfolgte.

## Eigentumsverhältnisse
Per Ende 2023 waren folgende Aktionäre bekannt:
- Kverva Industrier AS (45,39 %)
- Folketrygdfondet (4,38 %)
- State Street Bank and Trust Comp (1,57 %)

Weitere Anteilseigner besaßen 1 % oder weniger der Anteile.